# Amazygina decaspina
Amazygina decaspina är en insektsart som beskrevs av Dietrich och Dmitry A. Dmitriev 2006. Amazygina decaspina ingår i släktet Amazygina och familjen dvärgstritar. Inga underarter finns listade i Catalogue of Life.